# Силиня, Эмилия Фрицевна
Эмилия Фрицевна Силиня, полное имя — Эмилия Иева (латыш. Emīlija Ieva Siliņa; 10 августа 1914, Гольдингенский уезд, Курляндская губерния, Российская империя — 30 апреля 2014, Рига) — монтажница завода «ВЭФ» Латвийского совнархоза, гор. Рига, Латвийская ССР. Герой Социалистического Труда (1960). Депутат Верховного Совета СССР 5-го созыва.

## Биография
Родилась в 1914 году в крестьянской семье в одном из сельских населённых пунктов современной Лутринской волости Салдусского края, Латвия.
В 1930—1936 годах трудилась в пекарне в Риге, затем — в деревообрабатывающем цехе завода «Valsts Elektrotehniskā Fabrika „Pērkons“» (в будущем — завод «ВЭФ»). После начала Великой Отечественной войны эвакуировалась в Ивановскую область, где работала в детском саду. После войны возвратилась в Ригу.
С 1948 года — монтажница завода «ВЭФ». В 1949 году вступила в ВКП(б). Добилась высоких трудовых результатов. Досрочно выполнила личное социалистическое обязательство и плановые производственные задания Шестой пятилетки (1956—1960). Указом Президиума Верховного Совета СССР от 7 марта 1960 года удостоена звания Героя Социалистического Труда «в ознаменование 50-летия Международного женского дня, за выдающиеся достижения в труде и особо плодотворную общественную деятельность» с вручением ордена Ленина и золотой медали Серп и Молот.
Трудилась монтажницей на заводе до выхода на пенсию в 1980 году.
Избиралась делегатом XXIII съезда КПСС, депутатом Верховного Совета СССР 5-го созыва (1958—1962).
Умерла в 2014 году.